# Elecciones legislativas de Ecuador de 2023
Las elecciones legislativas de Ecuador de 2023 fueron un evento electoral convocado por el presidente Guillermo Lasso tras la disolución de la Asamblea Nacional del Ecuador según el artículo 148 de la Constitución Nacional, denominado «muerte cruzada», siendo convocadas elecciones para renovar la Presidencia, Vicepresidencia y Asamblea Nacional para concluir el período constitucional 2021-2025. 
Estas son las primeras elecciones de la historia del país en ser convocadas bajo el mecanismo constitucional del artículo 148 de la Constitución nacional, la muerte cruzada. Además, son las primeras elecciones en la historia que se realizaron bajo un estado de excepción, decretado por el presidente Lasso tras el asesinato de Fernando Villavicencio, uno de los candidatos presidenciales. Por su carácter extraordinario, estas elecciones tuvieron un proceso abreviado. Los nuevos asambleístas fueron posesionados en sus cargos el 25 de noviembre de 2023 tras recibir las credenciales electorales. Paralelamente, se realizaron las elecciones presidenciales para completar el periodo constitucional de Lasso. Asimismo, se realizó simultánueamente una consulta popular sobre la continuidad de la explotación petrolera en un bloque del parque nacional Yasuní.
Debido a que el voto telemático en las circunscripciones del exterior persentó problemas durante toda la jornada electoral, limitando el derecho al voto de los ecuatorianos residentes en el extranjero, el Consejo Nacional Electoral (CNE) dispuso repetir los comicios legislativos en dichas circuscripciones el día del balotaje presidencial, el 15 de octubre, esta vez con la tradicional modalidad de voto en papeleta.

## Antecedentes
El presidente Guillermo Lasso, tras su comparecencia en la Asamblea Nacional por el juicio político en su contra por presunto peculado, expidió el Decreto 741, que ordena la disolución de la Asamblea Nacional y convocó a elecciones presidenciales y legislativas extraordinarias para completar el período, proceso conocido como "Muerte Cruzada".

El artículo 148 de la Constitución indica que:
La Presidenta o Presidente de la República podrá disolver la Asamblea Nacional cuando, a su juicio, ésta se hubiera arrogado funciones que no le competan constitucionalmente, previo dictamen favorable de la Corte Constitucional; o si de forma reiterada e injustificada obstruye la ejecución del Plan Nacional de Desarrollo, o por grave crisis política y conmoción interna.
Esta facultad podrá ser ejercida por una sola vez en los tres primeros años de su mandato. En un plazo máximo de siete días después de la publicación del decreto de disolución, el Consejo Nacional Electoral convocará para una misma fecha a elecciones legislativas y presidenciales para el resto de los respectivos períodos.

Hasta la instalación de la Asamblea Nacional, la Presidenta o Presidente de la República podrá, previo dictamen favorable de la Corte Constitucional, expedir decretos-leyes de urgencia económica, que podrán ser aprobados o derogados por el órgano legislativo. 
El presidente Lasso argumentó la disolución de la Asamblea aduciendo una grave crisis política y conmoción interna, no requiriendo dictamen previo de la Corte Constitucional. Los ex asambleístas de la Izquierda Democrática y Partido Social Cristiano solicitaron a la Corte que se dictamine la inconstitucionalidad del decreto, demandas que fueron inadmitidas por la Corte.

## Desarrollo

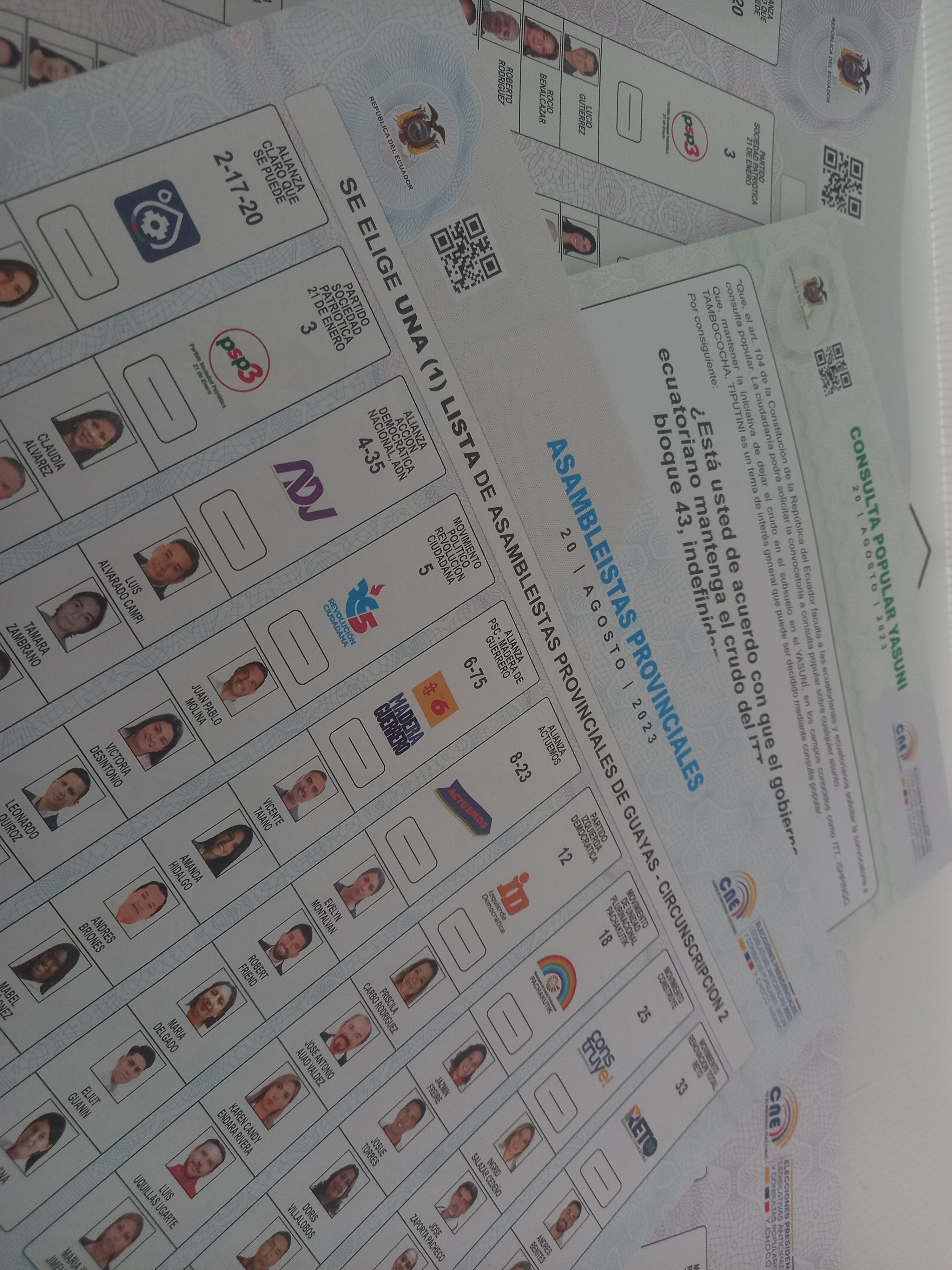
Papeletas de asambleístas.

El Consejo Nacional Electoral tiene 7 días para convocar a elecciones presidenciales y legislativas, pudiendo disponer que se realice un proceso abreviado de hasta 90 días tras la publicación del decreto de disolución en el Registro Oficial. El CNE indica que en caso de darse un balotaje, existe un vacío en la normativa, por lo que tendrían que determinar los tiempos en este caso. 
El artículo 88 del Código de la Democracia define que si el CNE no cumple con la convocatoria a elecciones en el tiempo previsto la Corte Constitucional (CC) le requerirá para que lo observe. “Si no realiza la convocatoria dentro del término de 48 horas después del requerimiento, la CC hará la convocatoria, destituirá a los consejeros del CNE responsables del no cumplimiento y llamará a los suplentes que completarán el periodo para el cual fueron designados los principales”.
En el caso de que los suplentes tampoco cumplan con el mandato de la CC se necesitarán vocales interinos y notificará al Consejo de Participación Ciudadana y Control Social (CPCCS) para que proceda con la realización del concurso público de méritos para nombrar a los nuevos integrantes en un plazo de 30 días. Esos vocales serán nombrados por el tiempo que la Constitución establece, es decir, seis años.
La presidenta del CNE, Diana Atamaint, informó que la primera vuelta electoral se realizaría el 20 de agosto, y en caso de haber un balotaje, este se daría el 15 de octubre, por lo que tentativamente el nuevo presidente sería posesionado en noviembre del 2023.
El 18 de mayo el CNE declaró el inicio del proceso y período electoral, convocando al Primer Consejo Consultiva de Organizaciones Políticas para el 23 de mayo.

## Escaños
Se escogerán 137 asambleístas, repartidos de la siguiente manera:
15 Asambleístas nacionales
116 Asambleístas provinciales
| Provincia                      | Escaños | Provincia        | Escaños |
| ------------------------------ | ------- | ---------------- | ------- |
| Azuay                          | 5       | Bolívar          | 3       |
| Cañar                          | 3       | Carchi           | 3       |
| Chimborazo                     | 4       | Cotopaxi         | 4       |
| El Oro                         | 5       | Esmeraldas       | 4       |
| Galápagos                      | 2       | Guayas           | 20      |
| Imbabura                       | 4       | Loja             | 4       |
| Los Ríos                       | 6       | Manabí           | 9       |
| Morona Santiago                | 2       | Napo             | 2       |
| Orellana                       | 2       | Pastaza          | 2       |
| Pichincha                      | 16      | Santa Elena      | 3       |
| Santo Domingo de los Tsáchilas | 4       | Sucumbíos        | 3       |
| Tungurahua                     | 4       | Zamora Chinchipe | 2       |

6 Asambleístas de los migrantes
| Circunscripción especial | # | Circunscripción especial | # | Circunscripción especial           | # |
| ------------------------ | - | ------------------------ | - | ---------------------------------- | - |
| Europa, Oceanía y Asia   | 2 | Canadá y Estados Unidos  | 2 | Latinoamérica, El Caribe y África. | 2 |

## Distritos electorales
Desde las elecciones legislativas de 2013 se crearon distritos en las 3 provincias más pobladas del país: Guayas, Pichincha y Manabí. Los distritos electorales fueron:

### Distritos electorales de Pichincha
|                           | |                         |
| Distrito                  | Cantones y/o Parroquias del Distrito Electoral | Asambleístas que eligen |
| ------------------------- | --- | ----------------------- |
| Distrito Quito Norte      | 16 Parroquias Urbanas de Quito DM:Belisario Quevedo El Inca Carcelén Mariscal Sucre Iñaquito Ponceano Itchimbía Jipijapa Kennedy Rumipamba Cochapamba Comité del Pueblo San Juan Concepción Cotocollao El Condado | 4 Asambleístas          |
| Distrito Quito Sur        | 16 Parroquias Urbanas de Quito DM:Magdalena Guamaní Centro Histórico Chilibulo Puengasí Chillogallo Quitumbe Chimbacalle La Argelia San Bartolo La Ecuatoriana La Ferroviaria Solanda La Libertad Turubamba La Mena | 5 Asambleístas          |
| Distrito Parroquias Rural | 33 Parroquias Rurales de Quito DM:Alangasí Amaguaña Atahualpa Calacalí Calderón Conocoto Cumbayá Chavezpamba Checa El Quinche Gualea Guangopolo Guayllabamba La Merced Llano Chico Lloa Nanegal Nanegalito Nayón Nono Pacto Perucho Pifo Píntag Pomasqui Puéllaro Puembo San Antonio de Pichincha San José de Minas Tababela Tumbaco Yaruquí Zámbiza | 4 Asambleístas          |
| Distrito Pichincha        | 7 cantones de Pichincha:Cayambe Mejía Pedro Moncayo Pedro Vicente Maldonado Puerto Quito Rumiñahui San Miguel de Los Bancos | 3 Asambleístas          |

### Distritos electorales de Manabí
|            | |                         |
| Distrito   | Cantones del Distrito Electoral                                                                                                   | Asambleístas que eligen |
| ---------- | --- | ----------------------- |
| Distrito 1 | 12 cantones de Manabí: Bolívar Chone El Carmen Flavio Alfaro Junín Jama Pedernales Pichincha Rocafuerte Sucre San Vicente Tosagua | 4 Asambleístas          |
| Distrito 2 | 10 cantones de Manabí: Veinticuatro de Mayo Jaramijó Jipijapa Manta Montecristi Olmedo Paján Portoviejo Puerto López Santa Ana    | 5 Asambleístas          |

### Distritos electorales de Guayas
|            | |                         |
| Distrito   | Cantones y/o Parroquias del Distrito Electoral | Asambleístas que eligen |
| ---------- | --- | ----------------------- |
| Distrito 1 | 2 Parroquias de Guayaquil:Ximena Febres Cordero | 5 Asambleístas          |
| Distrito 2 | 2 Parroquias de Guayaquil:Tarqui Pascuales | 5 Asambleístas          |
| Distrito 3 | 17 Parroquias de Guayaquil:Ayacucho Bolívar Pedro Carbo Chongón García Moreno Letamendi Nueve de Octubre Olmedo Roca Rocafuerte Sucre Urdaneta Gómez Rendón El Morro Posorja Puná Tenguel 3 Cantones de Guayas: Durán Playas Samborondón                           | 5 Asambleístas          |
| Distrito 4 | 21 Cantones de Guayas: Alfredo Baquerizo Balao Balzar Colimes Daule El Empalme El Triunfo Milagro Naranjal Naranjito Palestina Pedro Carbo Santa Lucía Salitre Yaguachi Simón Bolívar Marcelino Maridueña Nobol Lomas de Sargentillo Antonio Elizalde Isidro Ayora | 5 Asambleístas          |

## Controversias

### Voto telemático en el exterior
Pese a que las elecciones fueron convocadas 3 meses antes de la primera vuelta, el CNE alegó falta de tiempo para poder realizar un sufragio en recintos electorales en las tres circunscripciones del exterior, por lo que los ecuatorianos en el exterior ejercieron su derecho al voto por primera vez de manera completamente virtual. Desde que el CNE emitió dicha disposición, hubo varios pronunciamientos en contra del voto telemático, puesto que para participar en la votación, había que hacer un registro previo, el cual fue muy poco socializado, debido al corto tiempo entre el llamamiento a elecciones y la jornada electoral. A esto se suma el analfabetismo digital de gran parte de la diáspora ecuatoriana, lo que dificultó aún más la implementación de la votación telemática. Ante todos estos cuestionamientos, la presidenta del CNE, Diana Atamaint, realizó un pronunciamiento el 19 de julio, en el que garantizó «eficiencia técnica, transparencia y seguridad jurídica, para ejercer el derecho al voto». No obstante, para ese entonces, de los 409.250 ecuatorianos del padrón electoral de las circunscripciones del exterior, apenas 35.262 se encontraban inscritos para realizar el voto telemático.
Finalmente, el día de la primera vuelta electoral, apenas empezó la jornada, se registraron un sinnúmero de problemas y errores en la plataforma electoral. Las denuncias de los migrantes ecuatorianos que no podían ejercer su derecho al voto se publicaron masivamente en las redes sociales, principalmente en Facebook y Twitter, incluso hubo personas que realizaron transmisiones en vivo, tratando de hacer efectivo su sufragio sin éxito. Debido a aquello, Diana Atamaint realizó una declaración alrededor de las 10h00, en la que dijo que el CNE revisará reclamos sobre las dificultades en el voto telemático. Sin embargo, las dificultades para acceder al voto persistieron durante todo el día, a pesar del malestar ciudadano. De parte de los observadores internacionales, la OEA exhortó al CNE a solucionar «de manera expedita» los problemas en el voto telemático. No obstante, una vez finalizada la jornada electoral, la presidenta del CNE, Diana Atamaint, justificó los problemas presentados en la plataforma electoral, alegando que el sistema recibió «ataques cibernéticos» y que como medida de protección se adoptaron algunos ajustes en el sistema.
Tras la jornada electoral, menos del 10% del padrón electoral de las circuscripciones del exterior, pudieron ejercer su derecho al voto, por lo que desde varios sectores, se pidió la repetición de las elecciones en el exterior. Se realizaron manifestaciones tanto en los exteriores de la sede del CNE en Quito, como en varias ciudades en el exterior, en las que se exigía repetir las votaciones. A consecuencia de ello, el 25 de agosto el CNE tomó la resolución de anular los resultados de las elecciones en las tres circuscripciones del exterior, ordenando repetir las votaciones legislativas el día del balotaje.

## Resultados
Partidos con representación parlamentaria. 
|  | 39,88 % |

|  | 35,65 % |

|  | 45,68 % |

|  | 20,21 % |

|  | 17,16 % |

|  | 10,68 % |

|  | 14,77 % |

|  | 10,34 % |

|  | 7,35 % |

|  | 11,81 % |

|  | 11,05 % |

|  | 7,44 % |

|  | 4,46 % |

|  | 6,73 % |

|  | 2,67 % |

|  | 3,13 % |

|  | 2,12 % |

|  | 2,85 % |

|  | 4,36 % |

|  | 3,99 % |

|  | 1,68 % |

|  | 2,39 % |

|  | 1,20 % |

|  | 0,84 % |

|  | 0,22 % |

|  | 4,07 % |

|  | 3,30 % |

|  | 1,60 % |

|  | 5,71 % |

|  | 0,47 % |

|  | 3,22 % |

|  | 100 % |

|  | 100 % |

|  | 100 % |